# União São João Esporte Clube
L'União São João Esporte Clube, noto anche semplicemente come União São João, è una società calcistica brasiliana con sede nella città di Araras, nello stato di San Paolo.

## Storia
Il 14 gennaio 1981, il club è stato fondato da Hermínio Ometto, che era proprietario dell'Usina São João. Il club venne fondato per rimpiazzare l'Usina São João, dopo il suo fallimento.
Nel 1987, l'União São João vinse il Campeonato Paulista Série A2, battendo il São José in finale. Il club così venne promosso nella massima divisione statale dell'anno successivo.
Nel 1988, il club ha vinto il suo primo titolo nazionale. L'União São João vinse il Campeonato Brasileiro Série C, battendo l'Esportivo de Passos del Minas Gerais in finale. Il club così venne promosso nella seconda divisione nazionale dell'anno successivo.
Nel 1989, l'União São João ha partecipato al Campeonato Brasileiro Série B per la prima volta, dove ha terminato al 29º posto. Nello stesso anno, il club ha giocato quattro amichevoli in Giappone. Il club fece due vittorie e due pareggi.
Nel 1993 il Campeonato Brasileiro Série A venne espanso a 32 club, e così, l'União São João venne promosso per partecipare al campionato. Fece la miglior prestazione di sempre in questa competizione, infatti terminò al 12º posto.
Nel 1994, il club è diventato un'impresa. Il club ha terminato il Campeonato Brasileiro Série A al 21º posto.
Nel 1995, l'União São João ha terminato il Campeonato Brasileiro Série A al 24º posto, quindi all'ultimo posto, e retrocedendo nella Série B dell'anno successivo.
Nel 1996, il club ha vinto il suo secondo titolo nazionale, il Campeonato Brasileiro Série B. Nella finale a quattro, l'União São João ha terminato davanti all'América-RN, al Náutico e al Londrina. Il club così venne promosso nella Série A dell'anno successivo.
Nel 1997, l'União São João ha partecipato al Campeonato Brasileiro Série A ancora una volta, ma ha terminato al 26º posto (all'ultimo posto) e retrocesse di nuovo in Série B.
Nel 2002, il club è stato finalista del Campionato Paulista. Il club terminò al secondo posto, dietro soltanto all'Ituano. Al campionato non parteciparono i grandi club dello stato di San Paolo.
Nel 2003, l'União São João ha partecipato al Campeonato Brasileiro Série B, dove ha terminato al 24º posto, quindi all'ultimo posto, e retrocesse nella Série C dell'anno successivo.

## Palmarès

### Competizioni nazionali
- Campeonato Brasileiro Série B: 1

1996
- Campeonato Brasileiro Série C: 1

1988

### Competizioni statali
- Campeonato Paulista Série A2: 1

1987
- Campeonato Paulista Segunda Divisão: 1

2023